# 廖榮吉
廖榮吉（1940年—），綽號「刈包吉」，是台灣萬華一位盛名的刈包小販，亦是慈善家。廖榮吉因為多年來在過年期間在萬華免費辦桌，舉辦「刈包吉盛宴」宴請街友、窮人、失業勞工等弱勢團體，還提供愛心麵無限量供應。這使他的義行漸漸受到媒體和人們關注和重視。

## 生平事跡
廖荣吉的街友宴至2020年最终回止已经举办过25届，2013年曾在台北市堤外河滨公园举办1千桌，随着媒体报导人数和规模也增加，廖荣吉个人奉献的金额已增至千万元以上，席开数百桌。对于有些人不是弱势团体或穷人还跑来吃免钱，廖荣吉表示并不介意，他只希望大家都能感受到温暖[7]。
廖榮吉幼年家庭貧困，兩歲時父親就先走了⋯⋯使他在農村從小就經常吃豆腐渣、番薯籤⋯⋯等爛食物充腹，因此他很能體會窮人孤苦無依的心情。長大以後的廖榮吉，他在台北市萬華區開了一家印刷廠，生意相當好還賺了不少錢，但隨著時代變遷技術進步，傳統印刷廠獲利逐步下降，他只好關閉印刷廠，改在萬華街口販賣起刈包，成為一個小販。因為幼年家貧的影響，廖榮吉自1987年開始拿出以前開印刷廠時的積蓄和賣刈包的獲利，總共幾10萬元，開始在小年夜那天起免費宴請窮苦無依的街友，讓他們好好的吃一頓。之後每年如果有錢，廖榮吉都會拿出3、40萬宴請街友，雖然有幾年沒錢而無法辦成，也讓他差不多花掉畢生積蓄，但他每年的善行也感動一些人贊助他的活動，如在2009年副總統蕭萬長、2012年總統馬英九就曾贊助，藝人阿雅和歌仔戲明星楊麗花和老公洪文棟以及歌仔戲明星陳亞蘭等人也數次襄助，使活動金額和規模逐漸擴大。
廖榮吉的街友宴至2020年最終回止已經舉辦過25屆，2013年曾在台北市堤外河濱公園舉辦1千桌，隨著媒體報導人數和規模也增加，廖榮吉個人奉獻的金額已增至千萬元以上，席開數百桌。對於有些人不是弱勢團體或窮人還跑來吃免錢，廖榮吉表示並不介意，他只希望大家都能感受到溫暖。